# Cañón Ho-203
El Ho-203 era un cañón automático japonés, que fue ampliamente utilizado durante la Segunda Guerra Mundial. 

## Historia y desarrollo
Era una versión accionada por retroceso largo del cañón Tipo 11 37 mm. Era alimentado mediante una cinta de 15 proyectiles.
Fue instalado en el morro del caza pesado Kawasaki Ki-45 KAI, así como en la parte superior del fuselaje del Mitsubishi Ki-46 III-KAI en una variante japonesa del afuste Schräge Musik de la Luftwaffe, que apuntaba los cañones hacia arriba.   

### Cañones automáticos similares
- BK 3,7